# Neil Baldwin
Neil Baldwin BEM (* 15. März 1945 oder 1946 in Newcastle-under-Lyme, Staffordshire) ist ein britischer Ehrenabsolvent der Keele University, der aus Westlands, Staffordshire kommt. Er ist registrierter Clown und hat zudem für den Fußballverein Stoke City gearbeitet, für dessen Team er einmal in einem Freundschaftsspiel kurz spielte. Sein Leben wurde in dem BBC TV-Drama "Marvellous" verfilmt, das 2014 ausgestrahlt wurde.

## Leben
Baldwin wurde als Sohn von Mary Baldwin in Newcastle-under-Lyme geboren. Als Kind wurde bei ihm eine Lernbehinderung diagnostiziert, die eine Sprachtherapie erforderlich machte. Mit sechzehn Jahren verließ er die Schule, um sich dem Sir Robert Fossett Circus anzuschließen, dem ältesten Zirkus Englands, für den er als "Nello der Clown" in drei Spielzeiten auftrat. Er wohnte bis einige Jahre vor ihrem Tod im Jahre 2003 bei seiner Mutter. Er ist mit dem Erzbischof von Canterbury und dem Fußballspieler Gary Lineker befreundet.

### Keele University
Seit 1960 hat Baldwin unaufgefordert und unbezahlt die Keele University besucht, wo seine Mutter als Putzfrau arbeitete, um die neuen Studenten zu begrüßen.
Ein Fußball-Benefizspiel am 12. März 2000 präsentierte sein eigenes Team (den Neil Baldwin Football Club, dessen Präsident Kevin Keegan war) gegen ein All-Stars-Team aus ehemaligen Ligaspielern, unter anderem mit Lou Macari, Asa Hartford und Gordon Cowans.
1968 verlieh ihm die Studentenvereinigung der Universität Keele die lebenslange Ehrenmitgliedschaft. Der Vorschlag erhielt einstimmige Unterstützung. Anlässlich seines fünfzigsten Jahres dort wurde er mit einer zweitägigen Feier geehrt, die einen vom Bischof von Lichfield und dem Keele-Absolventen Jonathan Gledhill geleiteten Dankgottesdienst einschloss sowie ein weiteres Benefizspiel. Ihm wurde auch die Mitgliedschaft der Absolventen ehrenhalber zuerkannt.
Im Jahre 2013 bekam Baldwin die Ehrendoktorwürde der Universität Keele, in der es heißt, dass er:

„in den letzten fünfzig Jahren von der Studentenschaft als so etwas wie ein Maskottchen für Keele aufgenommen worden ist ... Er hat nachfolgende Gruppen von Keele-Studenten beobachtet und unterstützt und blieb mit allen in Kontakt, indem er ein beeindruckendes Netzwerk ehemaliger Studenten, national und international, aufbaute. Er dient den Studenten, indem er ihnen Beratung und Unterstützung bietet, und bleibt unerschütterlich stolz auf Keele und treu. Auf diese Weise hat er öffentlich Keele geschützt und sein Interesse an jedem Thema zum Ausdruck gebracht, das Keele in seinen zahlreichen Kontakten betrifft oder betreffen könnte, innerhalb des Parlaments, der zahlreichen Oberhäupter der Kirchen der christlichen Konfessionen, Freiwilligenorganisationen und Wirtschaftsführer im ganzen Land, die er regelmäßig besucht.“

### Stoke City
In den 1990er Jahren wurde Baldwin vom damaligen Manager Lou Macari als Zeugwart des Fußballclubs Stoke City eingestellt, der ihn als "meine beste Verpflichtung überhaupt" beschreibt, da sein Humor besonders gut für die Moral des Teams war. In den letzten fünf Minuten eines Abschiedsspiel für Gordon Cowans im Jahr 1993 hat Macari ihn als Ersatzspieler für Stoke City gegen Aston Villa spielen lassen.  Später hat Macari sieben Seiten über Baldwin in seiner 2009 veröffentlichten Autobiographie Football My Life geschrieben, und sagte, dass er „ein Mann ohne Agenda ist, und im Fußball gibt es nicht viele davon“.

### Marvellous
Baldwin ist das Thema und er erscheint auch persönlich in Marvellous, einem gefeierten biographischen Film, in dem er von Toby Jones dargestellt wird, der durch den The Guardian für seine herrliche, sehr menschliche Vorstellung gelobt wurde. Er wurde zuerst am 25. September 2014 auf BBC Two und BBC Two HD ausgestrahlt.
In seiner Kritik der Sendung sagte John Woodhouse:

„Es sagt alles über Neil, dass Marvellous je gedreht wurde. Denn in einer Zeit, in der das Fernsehen durch Geistlosigkeit und Berühmtheit verführt wird, klingt das als kein vielversprechender Vorschlag: Ein Drama, das in Newcastle[-under-Lyme] spielt, über einen Mann, der mit dem Etikett 'lernbehindert' belastet ist und sich als so viel mehr offenbart? Viel Glück damit. Und doch ist es da - Primetime BBC2.“

## Auszeichnungen
Der Film erhielt im Jahr 2015 den British Academy Television Award (BAFTA) für das "beste Einzeldrama" und Gemma Jones erhielt den Preis für die "beste Nebendarstellerin" für ihre Darstellung von Baldwins Mutter. Toby Jones war nominiert für den British Academy Television Award for Best Actor (dt. für den besten Schauspieler) für seine Darstellung.
Baldwin nahm den Drama-Preis während der Zeremonie im Theatre Royal in der Drury Lane entgegen und hielt eine Dankesrede.